# Định Trung (xã)
Định Trung là một xã cũ thuộc huyện Bình Đại, tỉnh Bến Tre, Việt Nam.
Xã Định Trung có diện tích 26,77 km², dân số năm 2014 là 8.468 người, mật độ dân số đạt 316 người/km².